# Ronnbergia carvalhoi
Ronnbergia carvalhoi är en gräsväxtart som beskrevs av Gustavo Martinelli och Elton Martinez Carvalho Leme. Ronnbergia carvalhoi ingår i släktet Ronnbergia och familjen Bromeliaceae. Inga underarter finns listade i Catalogue of Life.